# An Unruly Manifesto
An UnRuly Manifesto ist ein Jazzalbum von James Brandon Lewis. Die 2018 entstandenen Aufnahmen erschienen im Februar 2019 auf Relative Pitch Records.

## Hintergrund
An UnRuly Manifesto (deutsch: Ein widerspenstiges Manifest) ist ein Album, das Lewis Charlie Haden, Ornette Coleman und dem Surrealismus gewidmet hat. Lewis beschreibt dieses Album als Aufruf zum Handeln. „Jeder Tag ist eine Chance, die wahrste Version von dir selbst zu entdecken und danach unerbittlich vorzugehen.“
In An UnRuly Manifesto leitet Lewis ein Quintett mit den Mitgliedern seines Trios (zu hören auf Lewis’ Album No Filter aus dem Jahr 2017) mit Luke Stewart am Bass und Warren Trae Crudup III am Schlagzeug, für das Album ergänzt um die Trompeterin Jaimie Branch und den Gitarristen Anthony Pirog.

## Titelliste
- James Brandon Lewis: An UnRuly Manifesto (Relative Pitch Records RPR1078)[3]

1. Year 59: Insurgent Imagination 0:57
2. An UnRuly Manifesto 11:57
3. Pillar 1: A Joyful Acceptance 0:28
4. Sir Real Denard 8:32
5. The Eleventh Hour 9:26
6. Pillar 2: What Is Harmony? 0:31
7. Escape Nostalgic Prisons 4:16
8. Haden Is Beauty 8:39
9. Pillar 3: New Lived, Authority Died 0:20

- Alle Kompositionen stammen von James Brandon Lewis.

## Rezeption
Nach Ansicht von Mark Corroto, der das Album in All About Jazz rezensierte, habe der Saxophonist James Brandon Lewis bislang stetig lobenswerte Aufnahmen produziert: An Unruly Manifesto fordere Aufmerksamkeit für seine Furchtlosigkeit und Selbstsicherheit. Die Musik basiere auf dem Antrieb von Tracks wie „Sir Real Denard“ und „Escape Nostalgic Prisons“. Ersteres schaffe eine Dringlichkeit, die der von Steve Colemans Musik sehr ähnlich sei. Lewis’ Musik sei sowohl vom Hip-Hop als auch von der Rockmusik geprägt, aber es bestehe kein Zweifel, dass er die Traditionen von John Coltrane und Ornette Coleman weiterentwickle. Seine Wortspiel-Anspielungen auf Ornette Colemans „Beauty is a Rare Thing“ finden sich in „Haden Is Beauty“, einer Widmung an Charlie Haden mit Stewarts Eröffnung und einer Intonation, die von der Band Old and New Dreams mit Lewis in der Rolle von Dewey Redman und Jaimie Branch von Don Cherry entlehnt wurde, so Corroto. „Und wie so manche Aufnahme dieses Quartetts hätte dieses achtminütige Stück ohne Beanstandung noch dreißig Minuten weitergehen können“, lobt der Autor. „Das bringt uns zum Titeltrack, der alles andere als eine ungehorsame Reise ist. Es baut Energie auf einem Vorwärtsschub auf, wobei Lewis’ selbstbewusster herkulischer Tenor einen Wald von heutigen Jazzposierern abräumt.“

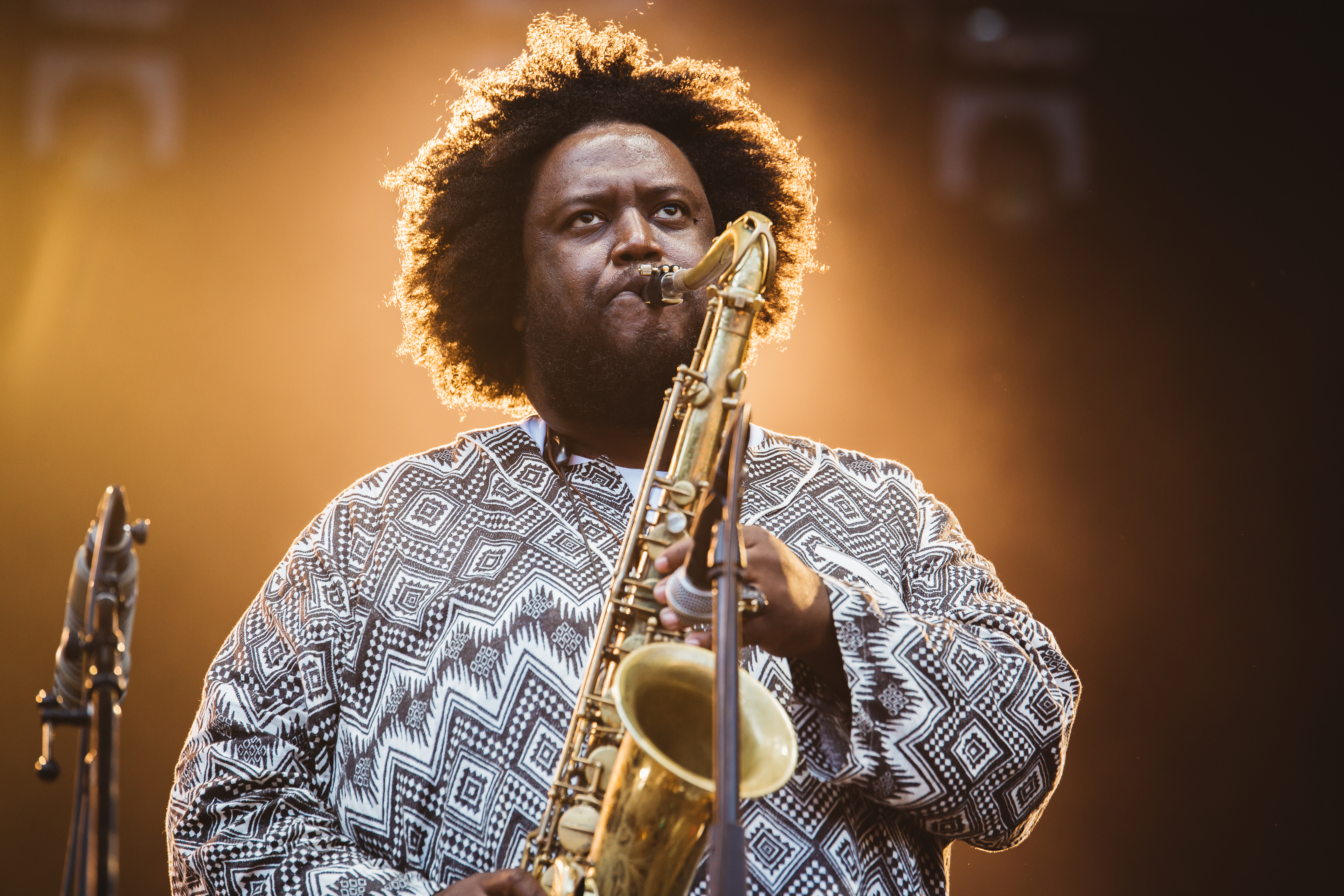
Kamasi Washington 2017

Ebenfalls in All About Jazz urteilte Phil Woolever, Lewis habe ein weiteres gutes Zeugnis für sein dynamisches Können und seine fortschrittliche Vision verfasst. Einige Sequenzen könnten manchen an die geschichteten, Coltrane-ähnlichen Crescendos, die Kamasi Washington während seines Durchbruchs vor einigen Jahren geschaffen hat, kryptisch beschwören. Es braucht jedoch nicht viel Zeit, um zu verstehen, dass dieses Epos Lewis’ exklusive Domäne ist und dass auch sein eigener Mainstream-Durchbruch gerechtfertigt ist. Die technische Produktion (gemastert von Paul Wickliffe) verdeutliche, wie effektiv der Schlagzeuger Crudup spiele, wenn er Lewis’ dynamische Tenorläufe gewissenhaft verankert, während die Trompete von Branch mit geschmackvollen Akzenten folgt, die dem zwölfminütigen Titelstück eine kulminierende Größe verleihen. Es mag noch eine Weile dauern – und noch ein paar Aufnahmen –, bis Lewis in seiner Disziplin neben den Meilenstein-Provokateuren wie Karl Marx oder Andreé Breton in ihre Disziplin eingestuft wird, resümiert der Autor, „aber mit dieser donnernden Aussage ist er auf einem guten Weg.“
Nach Ansicht von Paul Acquaro, der das Album im Free Jazz Blog mit 4½ (von fünf) Sternen auszeichnete, bleibe die Musik in fruchtbarem Boden verwurzelt, auch wenn es sich ausdehnt und dabei Ideen und neues üppiges Grün hervorbringe. Das Kerntrio von Lewis, Stewart und Crudup sei ein ziemlich unschlagbares Team, und mit Hinzufügen der anderen Instrumente entstehe ein Meisterstück. Pirogs Gitarrenarbeit sei beeindruckend, diene aber immer dazu, den gesamten Organismus zu verbessern. Branchs Trompetenarbeit füge Klangfarben und Strahlkraft hinzu.
Der Kritiker des Blogs Avant Scena notierte, fünf herausragende Jazz-Meister improvisierten einfach wunderbar – sie schafften es, einen hellen und treibenden Sound zu erzeugen. Wurzeln des Avantgarde Jazz, sehr bekannte Spiel- und Improvisationsweisen würden hier gegen die neuesten Tendenzen des experimentellen Jazz gestellt. Die Musik sei hell und anregend – die Traditionen und die effektivsten Spielweisen und Methoden der Jazz-Koryphäen werden in ihren Improvisationen sehr häufig verwendet. Ihre Musik ist der Ausbruch von Antrieb und Energie, sanft zusammengestellt mit verrückten Experimenten, seltsamen, ausgefallenen, originellen oder einfach beeindruckenden Ideen und unglaublichen Instrumenten.
Aaron Novik zählte An Unruly Manifesto in seinem Blog Bird is the Worm zu den besten Veröffentlichungen des Jahres 2019 und lobte, diese Musik sei „unerbittlich und nicht weniger als aufregend. Aber darüber hinaus hat es Herz. Es ist in jedem Ton offensichtlich und blutet weiter, egal wie flüchtig die Musik wird, und deshalb ist die unfehlbare Melodik dieser Musik die Qualität, die alle anderen in den Schatten stellt.“ James Brandon Lewis habe eine Aufnahme gemacht, die in jeder Hinsicht den Charakter von Protest habe, sich gegen alles zu behaupten, was falsch ist… Es ist selten, den zarten Puls von Musik zu hören, der mit der Wut der Welt tobt, die aus allen Nähten auseinandergeht.

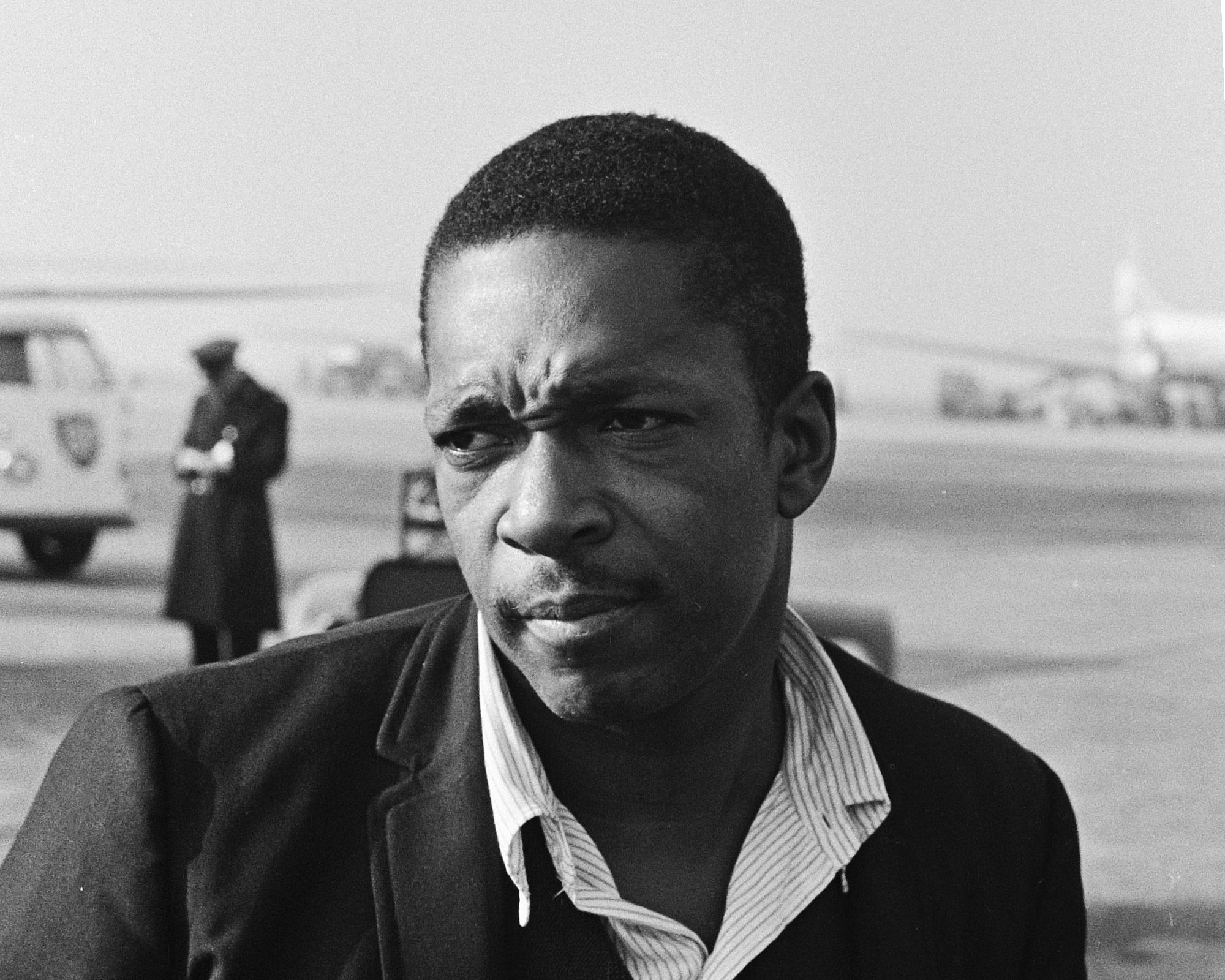
John Coltrane (1963)

Howard Mandel meinte im Down Beat, Lewis sei sich seiner Vorbilder bewusst und fliege „weit, hoch und mutig“. Er gehe von kühnen Themen, starken Grooves, einfachen Modi und reichen Hintergründen aus. So ermutige er alle Beteiligten Episoden von innen heraus zu formen, was in dem, Coltranes „Ascension“-ähnlichen „Escape Nostalgic Prisons“ gipfele. Trompeterin Jaimie Branch, die auf Lewis’ erstem Album mit einem weiteren Bläser mitwirkt, bleibe ihm stets nahe und füge prahlerische Gesten, Blöken, Unschärfen und Don Cherry-artige Rufe hinzu. Die Rhythmusgruppe sei eine Kraft für sich; der Bassist Luke Stewart erinnere an Lewis’ früheren Mitarbeiter Jamaaladeen Tacuma, aber auch an Charlie Haden. Die schlagfreudigen Fills von Schlagzeuger Warren Trae Crudup III trieben das Ensemble an, so der Autor, seine Geschäftigkeit ist ein produktiver Ansporn. Der Gitarrist Anthony Pirog wartet mit faszinierenden Hintergründen, wilden Effekten und süßen Leadgitarrenspiel auf, wie am Ende von „Notes“. „Damit wir nicht vergessen, dass Jazz durch das Brechen von Normen geschmiedet wurde“, so Mandels Resümee, „feiert An Unruly Manifesto die Bestrebungen, Komplikationen und Ergebnisse der Freiheit.“
S. Victor Aaron, der das Album in Something Else! rezensierte, geht auf Lewis’ Bezug zum Surrealismus ein; dieser werde im Webster über „die Prinzipien, Ideale oder Praktiken“ definiert, „um fantastische oder inkongruente Bilder oder Effekte in Kunst, Literatur, Film oder Theater durch unnatürliche oder irrationale Gegenüberstellungen und Kombinationen zu erzeugen“. Das finde sich im gesamten Album als einem allgemeinen Leitprinzip, das es von Anfang bis Ende zu einem sehr erfinderischen Werk mache.